# Vysoká škola NEWTON

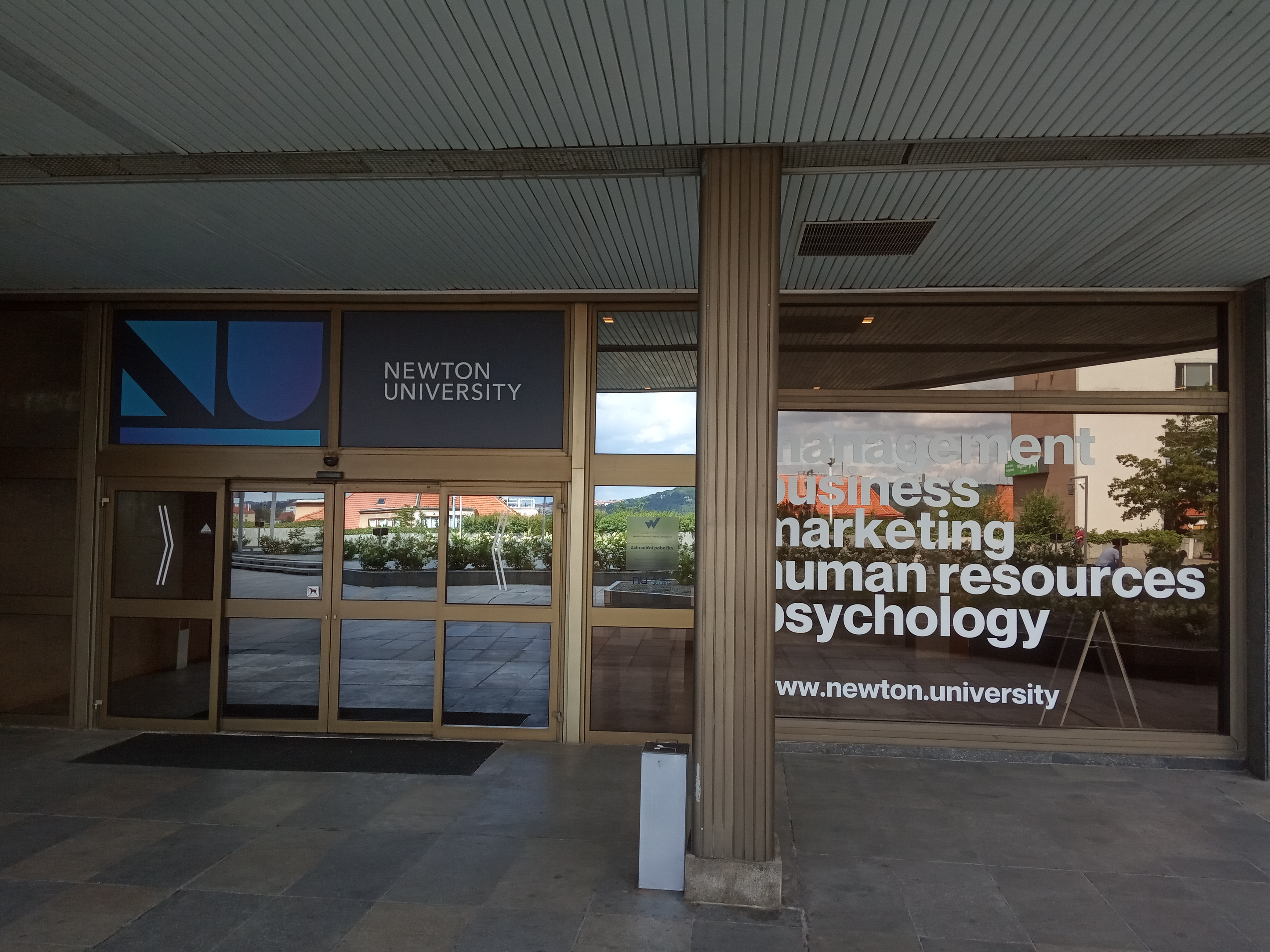
Pobočka v Praze

Vysoká škola NEWTON, a.s. je česká soukromá vysoká škola neuniverzitního typu, která poskytuje bakalářské a magisterské vzdělání a také krátkodobé a střednědobé vzdělávací kurzy v oblasti managementu, ekonomie, psychologie, aplikovaného byznysu a marketingu.
Ačkoliv se jedná o vysokou školu neuniverzitního typu, je její název často marketingově stylizován jako NEWTON University.
Sídlí v Brně, Praze a Bratislavě, a má téměř 3 000 studentů bakalářského, magisterského a postgraduálního studia.

## Historie školy
Vysokou školu NEWTON, a.s. založil v roce 2004 jako NEWTON College, a. s. Petr Kraus, který také působil jako člen její dozorčí rady.
Na počátku roku 2004 obdržela na základě souhlasného stanoviska tehdejší Akreditační komise od Ministerstva školství, mládeže a tělovýchovy ČR státní souhlas k působení jako soukromá vysoká škola neuniverzitního typu a současně i akreditaci tříletého bakalářského profesně orientovaného studijního programu „Ekonomika a management“ se studijními obory „Globální podnikání a management“ a „Management mezinárodních institucí a veřejné správy“. 
V roce 2019 získala potřebnou novou akreditaci Národního akreditačního úřadu pro vysoké školství, a to pro tříletý bakalářský profesně orientovaný studijní program „Ekonomika a management“, do něhož studenti nastupují od počátku akademického roku 2019/2020.
V roce 2017 škola inzerovala neakreditované studijní programy. Studenty nakonec přijímala do jiných programů a inzerované programy nazvala „specializacemi“. O těchto „specializacích“ však neinformovala Národní akreditační úřad pro vysoké školství a programy tak nebyly uskutečňovány v souladu se zákonem. Škola s vyzněním článku nesouhlasila a reagovala prostřednictvím tzv. odpovědi podle tiskového zákona. Škola následně byla zahrnuta do kontrolní činnosti regulačního orgánu.
Od roku 2018 škola spolupracovala s polskou soukromou vysokou školou Collegium Humanum. Pod svou záštitou nabízela i studijní programy této vysoké školy. Vysoká škola Newton s Collegium Humanum ukončila spolupráci poté, co na veřejnost vyšly informace o jejím obchodování s tituly.
V roce 2020 obdržela NEWTON College akreditaci Národního akreditačního úřadu  pro navazující profesně orientované magisterské (inženýrské) studium v programu „Ekonomika a management“, O rok později následovala také akreditace profesně orientovaného bakalářského studijního programu „Global Business and Management“ realizovaného v anglickém jazyce. Od roku 2020 jsou vedle akreditovaného studia nabízeny i další vzdělávací aktivity, zejména v podobě postgraduálních vzdělávacích kurzů a programů.  
Od roku 2021 působí Vysoká škola NEWTON také v Bratislavě, kde nabízí bakalářský a navazující magisterský program zakončený titulem inženýr. Ve spolupráci s NEWTON College nabízí vybrané programy profesního vzdělávání.
Za rok 2022 vykázala škola ztrátu 3 miliony korun při obratu 121 milionů korun, vlastní kapitál poklesl do záporných hodnot.

### Změna názvu
V květnu 2021 došlo ke změně původního názvu NEWTON College, a.s. do jeho současné podoby, tedy Vysoká škola NEWTON, a.s.. V rámci komunikace začala současně Vysoká škola NEWTON užívat názvu NEWTON University (podle zákona o vysokých školách se ale jedná o vysokou školu neuniverzitního typu, nikoliv univerzitu). Anglická mutace názvu se stala rovněž základem nového loga vysoké školy.

### Akcionáři
V letech 2013–2016 byla jediným akcionářem kyperská společnost J&T GLOBAL SERVICES LIMITED. Od roku 2016 je jediným akcionářem společnost Erudikon, s.r.o., jejímž předmětem činnosti je pronájem nemovitostí, bytů a nebytových prostor.

## Studium
Na Vysoké škole NEWTON, a.s. se studenti vzdělávají v bakalářských, navazujících magisterských a postgraduálních oborech.

### Bakalářské studium
Tříletý bakalářský studijní program „Ekonomika a management“ má podobu profesně zaměřeného studijního programu se třemi specializacemi. Spočívá ve studiu společné části složené z manažerských, ekonomických a marketingových předmětů.  
Na Vysoké škole NEWTON lze studovat následující specializace: 
- Globální podnikání a management

1. Globální podnikání a management
2. Management a podnikání

- Global Business and Management – studium v angličtině

1. Foundation Year
2. Advanced Leadership Training

- Marketing

1. Marketing a Brand Management
2. Digitální marketing

Bakalářské studium lze absolvovat v režimu Start, Business či Premium, přičemž jednotlivé režimy obsahují rozdílné studijní možnosti a výběry specializací. Tříleté bakalářské studium je zakončené státními závěrečnými zkouškami a obhajobou bakalářské práce. Lze jej absolvovat také v kombinované formě. 

#### Bakalářský program v anglickém jazyce
Bakalářský studijní program „Global Business and Management“ má podobu profesně zaměřeného studijního programu bez specializací. Tento studijní program disponuje vlastní samostatnou akreditací udělenou Národním akreditačním úřadem pro vysoké školství.

### Navazující magisterské studium
Navazující magisterské studium je akreditované MŠMT ČR ve studijním programu Ekonomika a management. Nabízeno je 8 rozšiřujících profesních zaměření: 
- Podnikání
- Řízení lidských zdrojů
- Finanční řízení podniku
- Veřejná správa a její právní aspekty
- Marketing
- Psychologie v managementu
- Talent management a koučování
- Mezinárodní vztahy a ekonomická diplomacie[21]

### Profesní vzdělávání
Profesní vzdělávací kurzy zakončeny tituly MBA, MSc., LL.M.  jsou poskytovány prostřednictvím sesterské společnosti NEWTON University Group, s.r.o. – NEWTON College. 

## Výzkum
Vysoká škola NEWTON, a.s. publikuje odborné práce v oblasti psychologie, ekonomie či managementu. Od roku 2005 škola vydává také vlastní odborný časopis Scientia et Societas, který se zaměřuje na ekonomiku, management právo a společenské vědy. NEWTON také každoročně pořádá mezinárodní konferenci Evropské fórum podnikání. Od roku 2005 na konferenci přednášeli např. Vladimír Tomšík, Luděk Niedermayer, Martin Jahn, Jan Mládek  nebo Pavel Kysilka.

## Vyučující a akademici

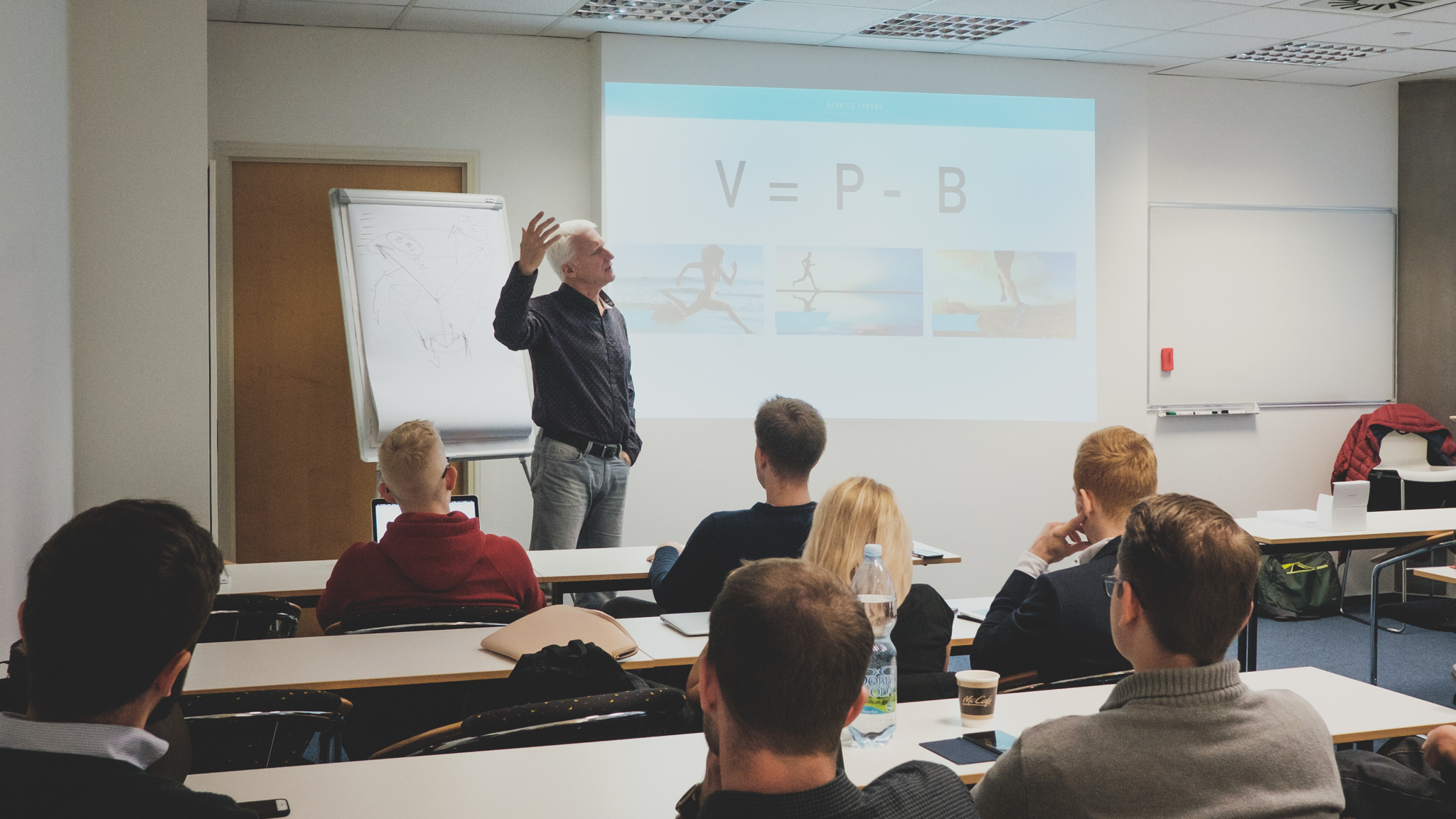
Bývalý kouč Jaromíra Jágra a dalších sportovců Marian Jelínek přednáší studentům NEWTON College

Ke klíčovým osobnostem NEWTONu patří například:
- Rektorka Anna Plechatá Krausová, Ph.D.
- Prorektor pro strategii a rozvoj doc. Ing. Jiří Koleňák, Ph.D., MBA,[27]
- Prorektor pro řízení kvality Ing. Milan Lindner, Ph.D,
- Prorektorka pro internacionalizaci Prof. M.A. Dagmar Cagáňová, PhD.,[28]
- Vedoucí Ústavu humanitních věd PhDr. PaedDr. Eva Ambrozová, Ph.D.,[29]
- Vyučující humanitních předmětů, mentální kouč a lektor X-tream Managementu, bývalý hlavní psycholog resortu Ministerstva obrany PhDr. Ing. Vratislav Pokorný, MBA,[30]
- Vyučující politologie a mezinárodních vztahů, politický analytik pro Českou i Slovenskou televizi doc. PhDr. Lukáš Valeš, Ph.D.,[31][32]
- Právník a expert na veřejné zakázky doc. JUDr. Ing. Radek Jurčík, Ph.D.,[33]
- Vyučující matematických předmětů, člen redakční rady časopisu Mathematics for Applications, Journal of Quality Measurement and Analysis a vedoucí redaktor časopisu Kvaternion doc. RNDr. Miroslav Kureš, Ph.D.,[34]
- Vyučující humanitních předmětů, autor a lektor úspěšného rozvojového kurzu „Jak se efektivně učit“ PhDr. Jiří Nesiba, Ph.D.,[35]
- Vyučující humanitních předmětů, mentální kouč a lektor X-tream Managementu, bývalý hlavní psycholog resortu Ministerstva obrany PhDr. Ing. Vratislav Pokorný, MBA,[36]
- Lektor MSc. studia Moderní marketing, spoluzakladatel poradenské firmy Jobs2030 a vzdělávací platformy Educamp.cz Mgr. Valery Senichev, Ph.D,[37]

## Významní absolventi
- David Kašper, CEO Purple Holding, spoluzakladatel dvou brokerských společností a jedné technologické,[38]
- Lumír Kunz, CEO Aukro, spoluzakladatel FérMakléři.cz a člen Forbes 30pod30,[39]
- Petr Hobža, člen rodinné firmy, výrobce Hobza.cz Strážnických brambůrek a člen Forbes 30 pod 30,[40]
- Jakub Zajíc a Lukáš Žďárský, spolumajitelé Vnitroblocku a Kavárny, co hledá jméno, členové Forbes 30 pod 30,[41][42]